# 虎ノ門ヒルズ
虎ノ門ヒルズ（とらのもんヒルズ）は、東京都港区虎ノ門・愛宕に所在する再開発エリア・複合商業施設。森タワーを中心にビジネスタワー、レジデンシャルタワー、ステーションタワーの4棟から構成されている。デベロッパーは森ビル。

## 概要
最初に完成した森タワーは、「環状第二号新橋・虎ノ門地区第二種市街地再開発事業III街区」として東京都が施行、森ビルが特定建築者になって建設された。
2016年以降に建設された残り3つの超高層ビルは、それぞれ個別の再開発事業が元になっており、森タワーを含めた4つの再開発事業を組み合わせた上で、2023年に今日の虎ノ門ヒルズが全面開業した。
- 虎ノ門一丁目地区第一種市街地再開発事業…ビジネスタワー[5]
- 愛宕山周辺地区（I地区）開発事業…レジデンシャルタワー[6]
- 虎ノ門一・二丁目地区第一種市街地再開発事業…ステーションタワー[7]

## 歴史

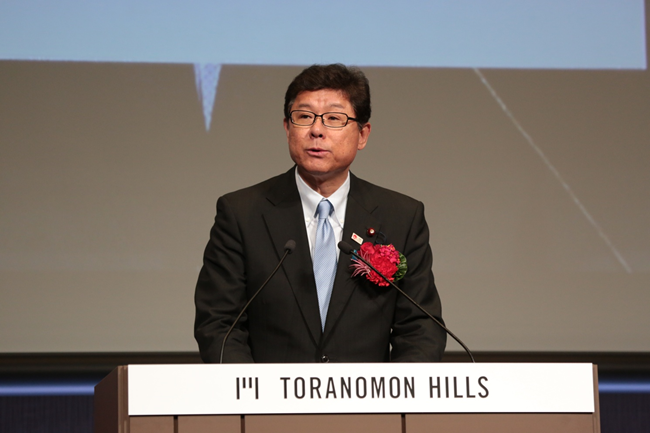
2014年6月20日、オープニングセレモニーにて挨拶する国土交通副大臣髙木毅

1946年（昭和21年）に最初の整備計画が決定された東京都市計画道路幹線街路環状第2号線（現在の都道405号線、環二通り）は、幅員100mの都市計画道路として計画（その後1950年〈昭和25年〉に幅員を40mに縮小）されていたが、用地買収が難航し長らく着工できていなかった。1989年（平成元年）に立体道路制度が創設されたのを契機に再開発事業が始まり、1998年（平成10年）に道路を地下化することで地元が合意。
2002年、立体道路制度を活用して都道の上にビルを建設する構想を東京都が発表し、森ビルが参画を決めたことから事業化が進むことになった。この森ビルの参画は、公共事業に民間が計画の作成段階から参画する「事業協力者方式」の第1号となった。こうして事業計画の策定から参画したことから、4棟のビルを建設するとしていた東京都などによる初期の構想が、当時の森ビル社長である森稔が1棟への集約を主張したことで、超高層ビルを1棟建設する計画となるなど、森ビル側の意向が計画に強く反映される形となった。
2005年（平成17年）に道路工事を着工。この事業計画の最初の目的で事業の中核の一つである環状第2号線の虎ノ門 - 新橋間約1.35kmは、2014年3月29日に開通した。この区間は、地下に片側2車線の本線、地上に片側1車線の車道と片側幅員13mの歩道・自転車道が整備されている。なお、地上街路の愛称は「新虎通り」と命名されている。この道路のため、当施設の敷地内には、高さ約50mの換気塔が設置されることになった。

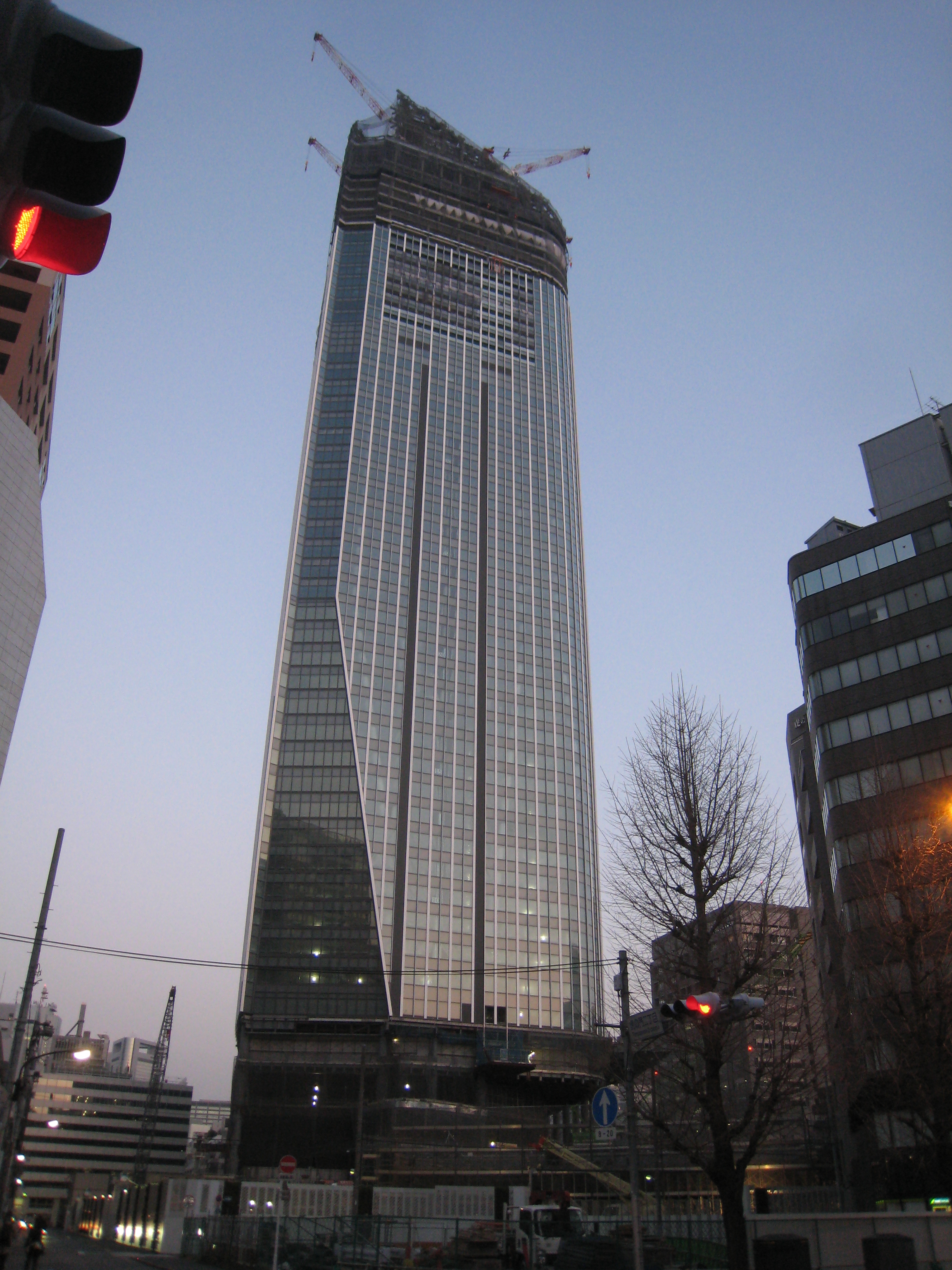
建築中の森タワー

2011年4月1日、「環状第二号線新橋・虎ノ門地区第二種市街地再開発事業」の一環として「虎ノ門ヒルズ 森タワー」を着工する。2013年、建物を上棟、「虎ノ門ヒルズ」と命名される。2014年5月29日に竣工する。6月11日に開業する。
2016年4月、「虎ノ門ヒルズ（森タワー）」の隣接地の北にオフィスを中心とした「虎ノ門ヒルズ ビジネスタワー」、南に住宅を中心とした「虎ノ門ヒルズ レジデンシャルタワー」、西に、東京メトロ日比谷線の新駅（虎ノ門ヒルズ駅）と一体として「虎ノ門ヒルズ ステーションタワー」の建設を予定することを発表する。
2017年1月、「ビジネスタワー」、「レジデンシャルタワー」が着工する。2019年11月、「ステーションタワー」を着工する。
2020年（令和2年）1月、「ビジネスタワー」が竣工するも、新型コロナウイルスの感染拡大の影響で開業が延期される。6月6日に「ビジネスタワー」に直結する「虎ノ門ヒルズ駅」が、6月11日に「ビジネスタワー」が、「レジデンシャルタワー」は2022年1月、「ステーションタワー」は2023年10月6日にそれぞれ開業した。

## 虎ノ門ヒルズ森タワー
虎ノ門ヒルズ森タワー（とらのもんヒルズもりタワー）は、東京都港区虎ノ門一丁目に所在する森ビルの超高層ビルである。複合施設「虎ノ門ヒルズ」の中核を担う。高さは247mであり、東京都内の超高層ビルでは3番目に高い（2023年7月現在）。

### 概要
1 - 4階は商業施設が入る。6 - 35階はオフィスが入る。47 - 52階の高層階にはハイアットの高級ホテル「アンダーズ 東京」が入る。地上52階・地下5階建てで、芝生広場のある庭園やガーデンハウスを併設している。
立体道路制度を活用して環状2号線と一体として建設された。2014年6月11日に開業した。
区間の西端部分に建設され、1階を道路が貫通する構造になっている地上52階・地下5階建てで高さ247mの超高層ビルである。この高さ247mは、事業者である東京都が資料で公称している高さで、多くの超高層ビルが高さとして採用しているアンテナなどを含めた最も高い部分では255.5mとなる。しかし、公共事業では大幅な計画変更には審議会の承認などが必要となることから、ヘリポートの高さをビルの高さとすることで計画変更を回避したため、高さ247mと公称することになった。このため開業時点では、公式には東京都内では248mのミッドタウン・タワーに次ぎ2番目に高い建物とされているが、最高部の255.5mを基準とした場合には東京都内で最も高い超高層ビルとなっていた。
敷地は、第三者認証としてJHEP認証制度における最高ランク（AAA）を受けている。

### 虎ノ門ヒルズフォーラム
虎ノ門ヒルズフォーラム（とらのもんヒルズフォーラム）は、虎ノ門ヒルズ森タワーの4・5階に入る会議室。590m²のメインホールと、6つのホールがある。

### 虎ノ門ヒルズレジデンス
虎ノ門ヒルズ森タワーの37 - 46階に入るマンション。総戸数は172戸。

### ギャラリー

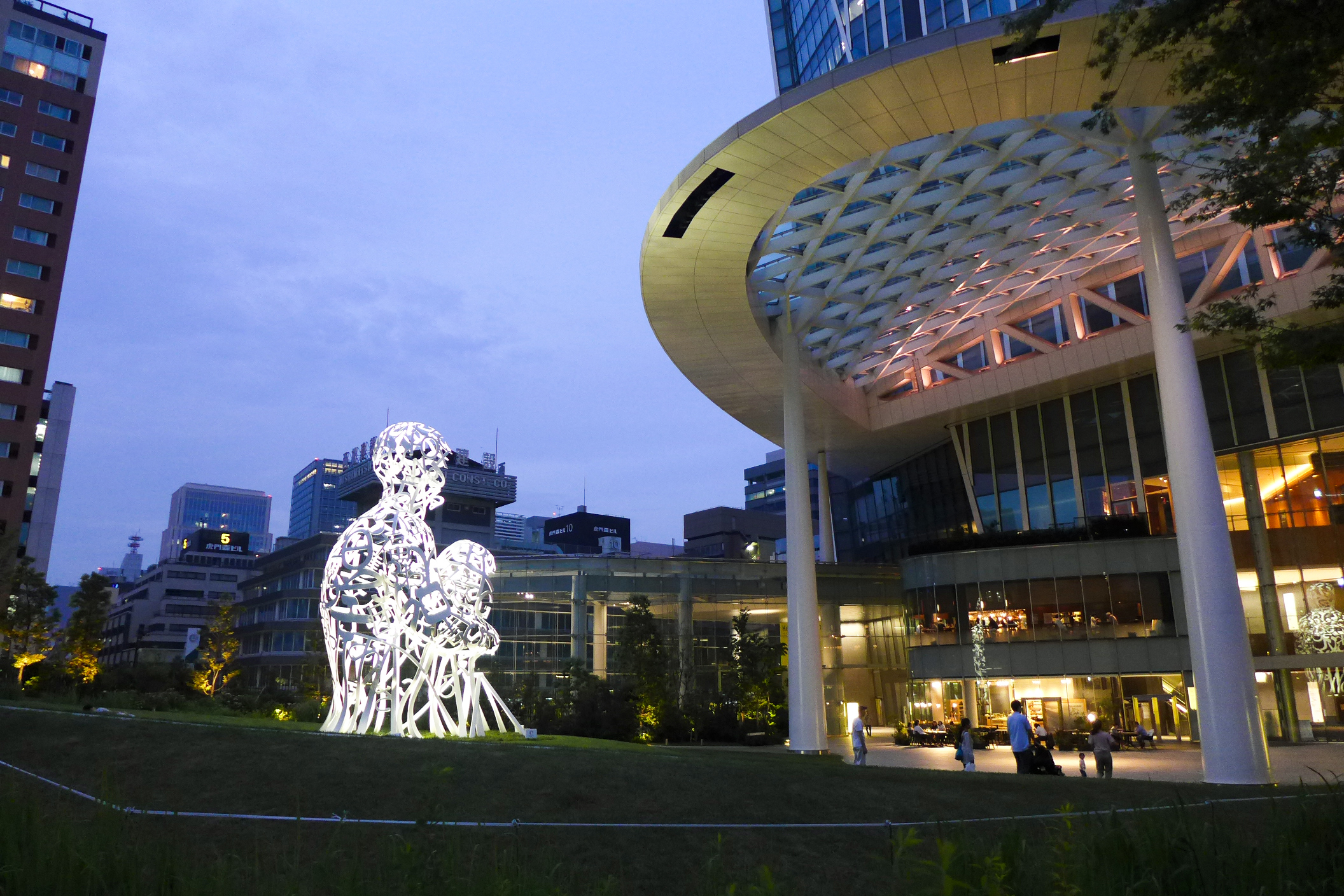
オーバル広場《ルーツ》
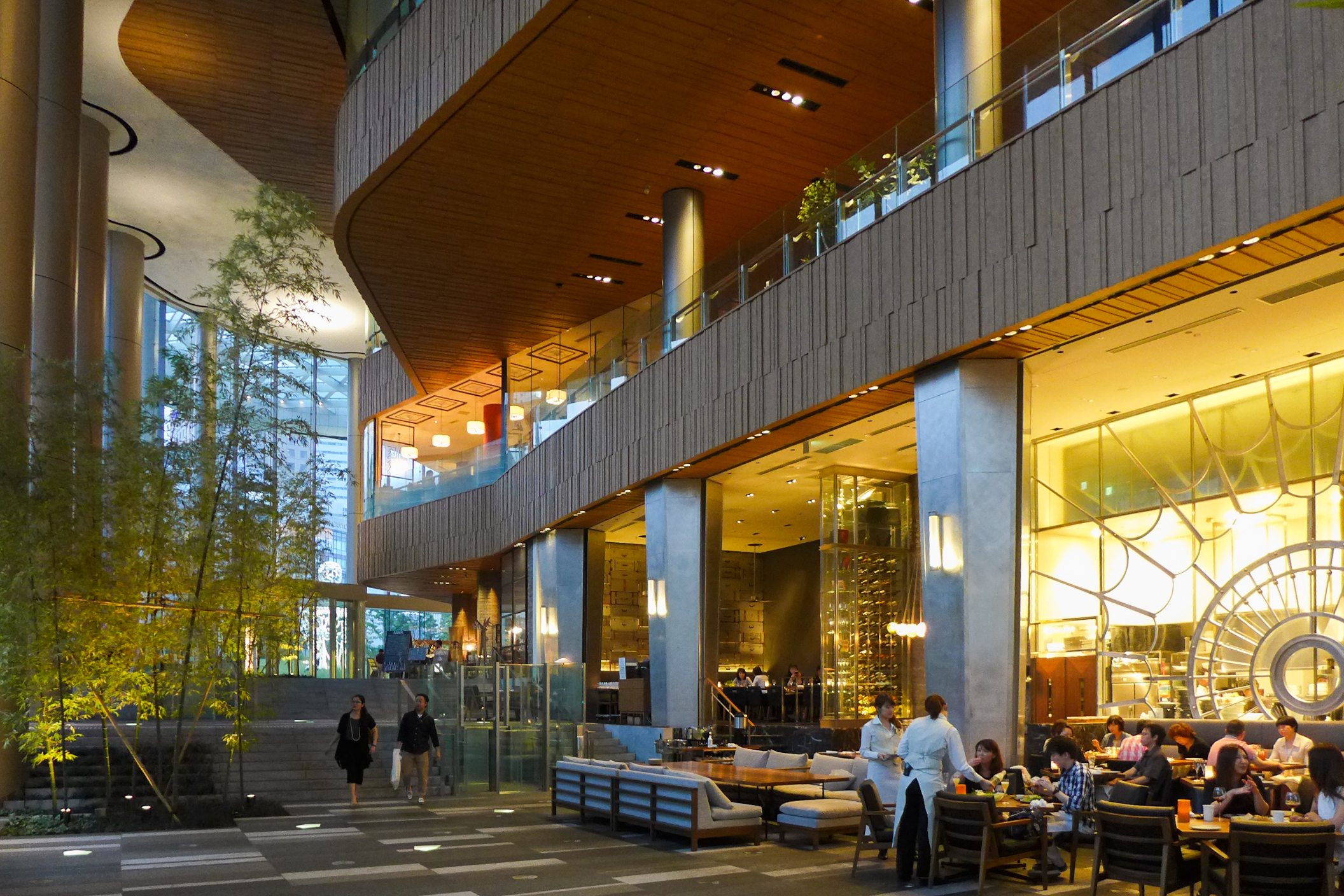
商業施設
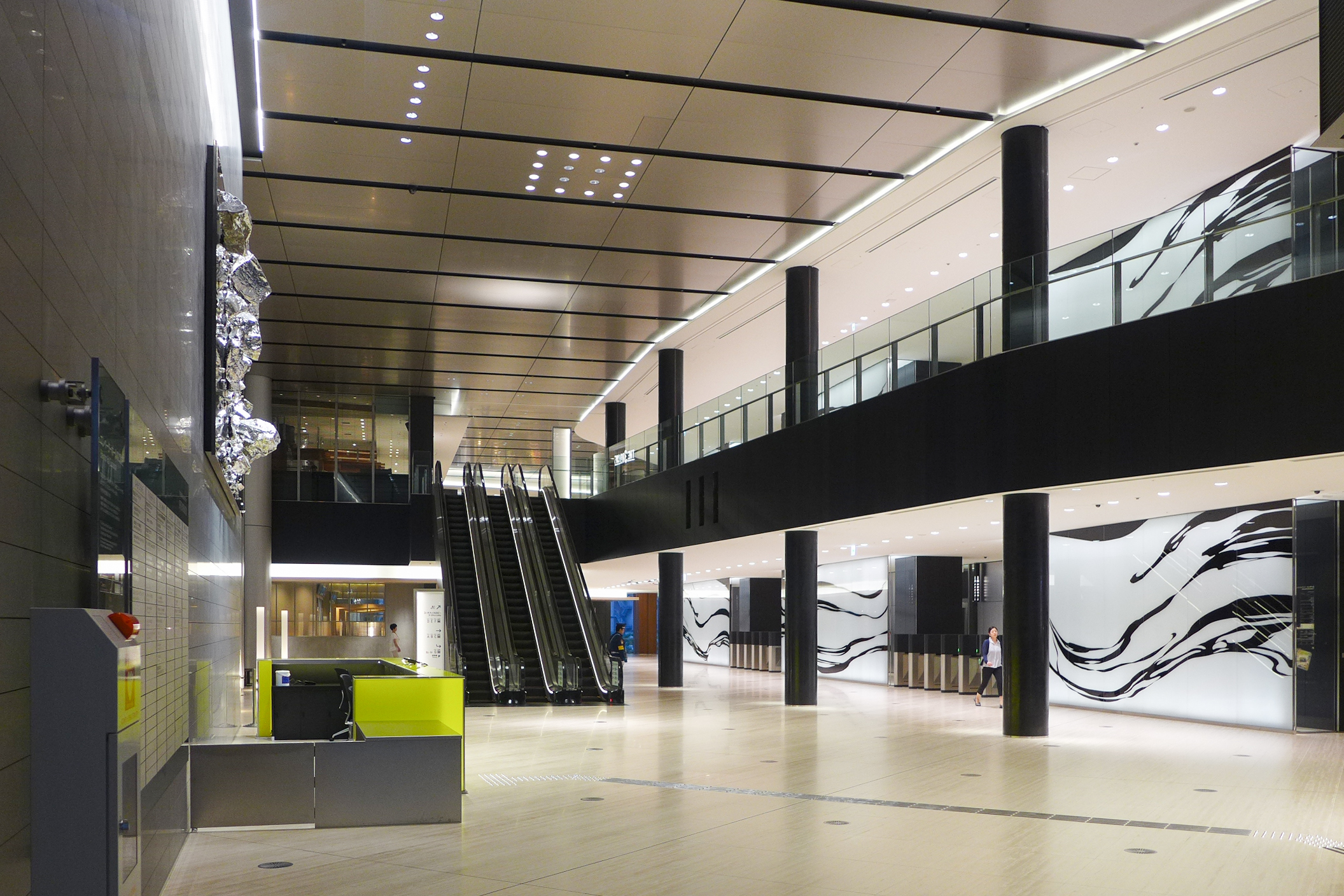
オフィスロビー
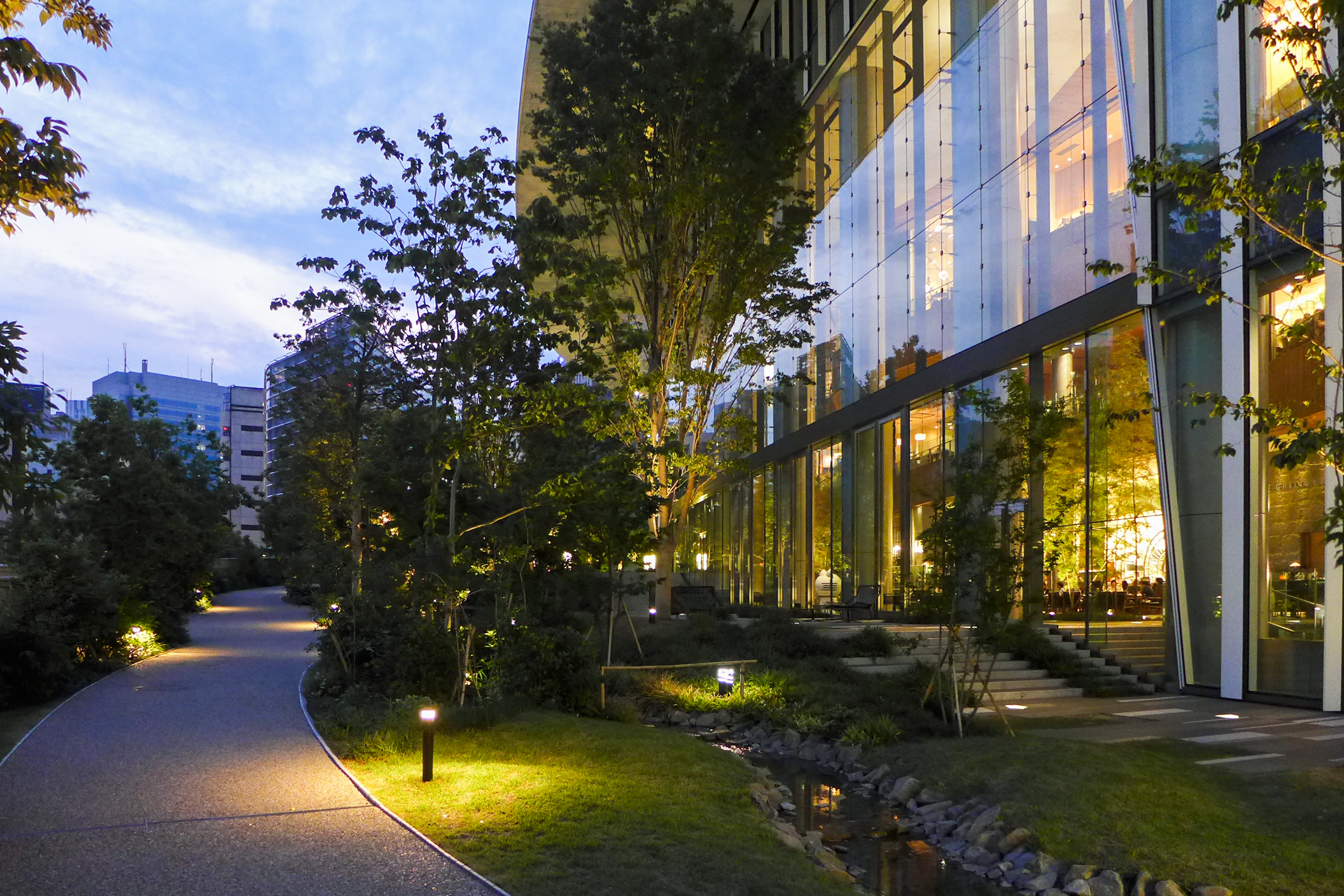
ステップガーデン
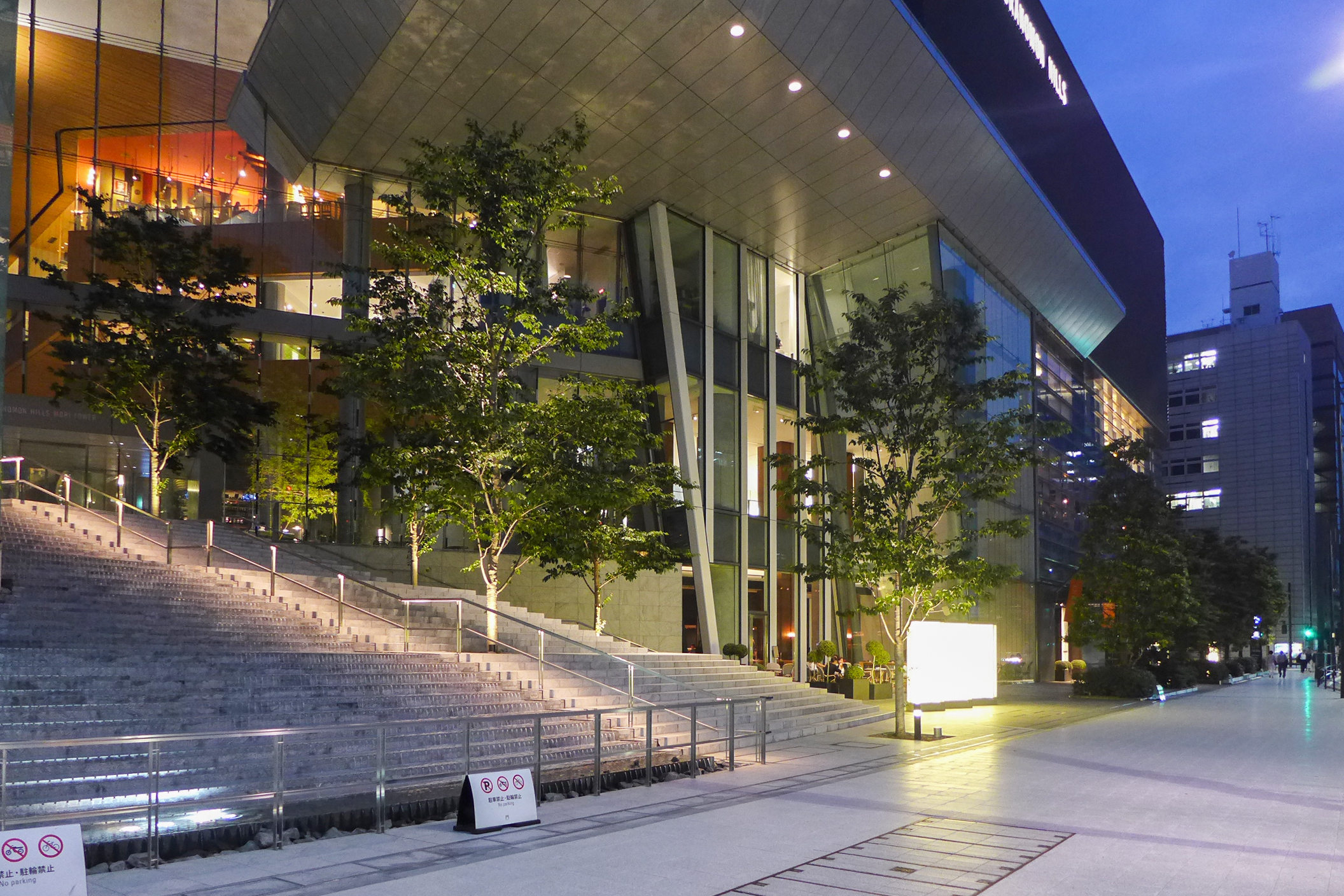
新橋方面の入口

## 虎ノ門ヒルズビジネスタワー
虎ノ門ヒルズビジネスタワー（とらのもんヒルズビジネスタワー）は、東京都港区虎ノ門一丁目に所在する森ビルの超高層ビルである。

### 概要
森タワーの北側に位置する。地上36階、高さ185mであり、オフィスを中心に商業施設などが入る。2020年6月に開業した。
東京メトロ銀座線「虎ノ門駅」と直結し、1階にはリムジンバスやBRTも発着可能なバスターミナルが設置されている。
地下1階から地上3階には58店舗の商業施設が入る。5 - 36階はオフィスが占め、総貸室面積は約96,000m²、基準階貸室面積は約3,000m²となっている。

### 虎ノ門横丁
虎ノ門横丁（とらのもんよこちょう）は、虎ノ門ヒルズビジネスタワーの3階に設置されている飲食店街である。人気店26店舗が集まる。

### エネルギーネットワークと蓄熱槽
- 地下3階に虎ノ門ヒルズ内に、電気と熱を供給する独自のエネルギープラントを設置。エネルギー利用の効率化と防災機能を強化するために、ガス・コージェネレーションシステム（CGS）などの自家発電システムや、廃熱利用設備を活用した高効率熱製造システムを導入し、環境に配慮したエネルギーネットワークを構築した。また、災害時においても都市機能の継続に必要な電気・熱の供給を実現している。[14]
- また、大規模蓄熱槽を活用し、蓄熱槽に蓄えておいた冷水を、電力需要が高まる昼間の空調に利用することで、虎ノ門エネルギーネットワークの1時間当たりの最大使用電力（約2,600kW）の34.5％相当（約900kW）を低減し、電力負荷の平準化を実現した。

大規模蓄熱槽は、冷水を需要家に供給するインバータターボ冷凍機とも組み合わせて運用。製造した冷水を需要家に供給すると同時に蓄熱することで高効率運転も実現している。
ビジネスタワーの紹介

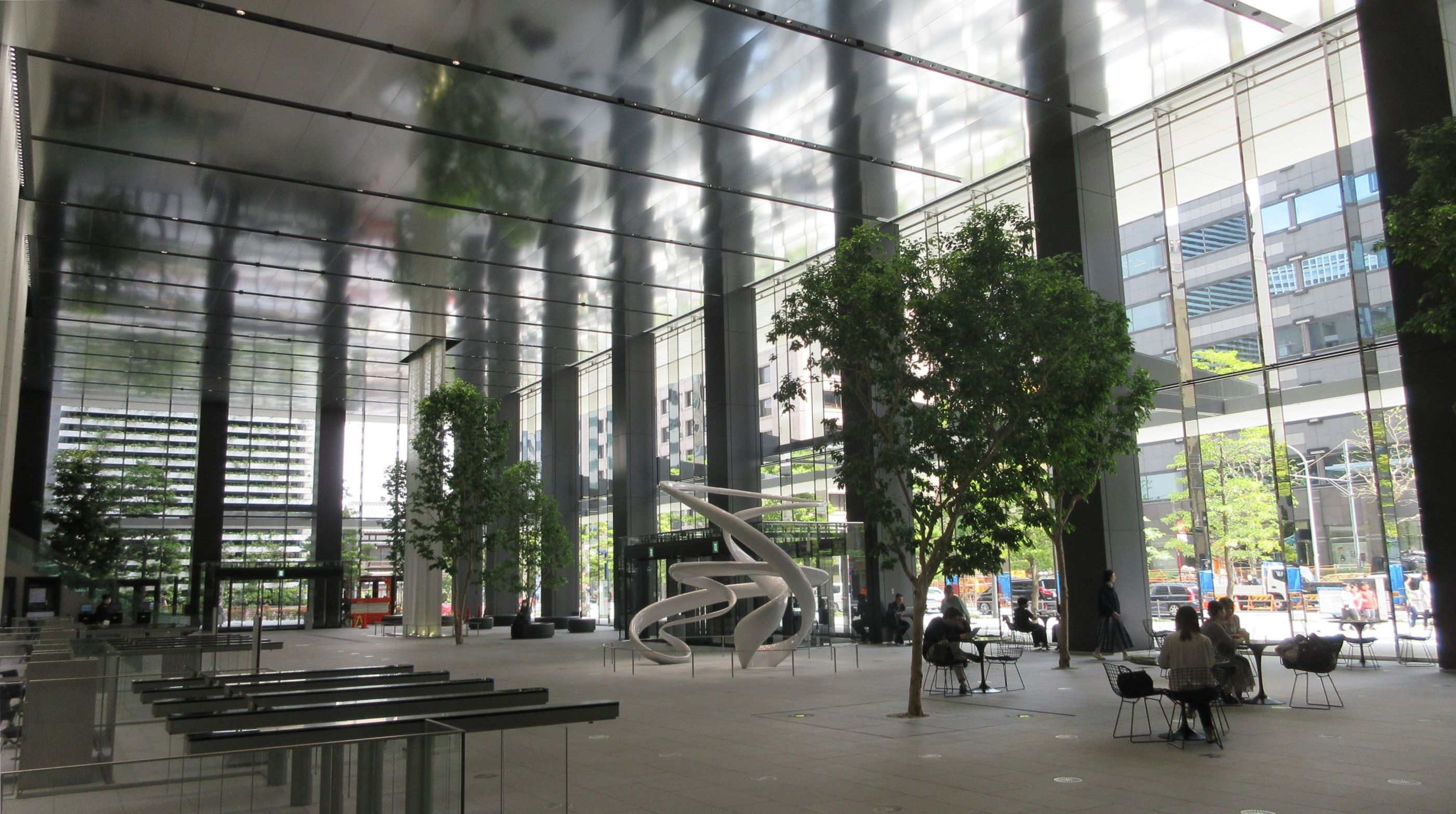
オフィスロビー 1F
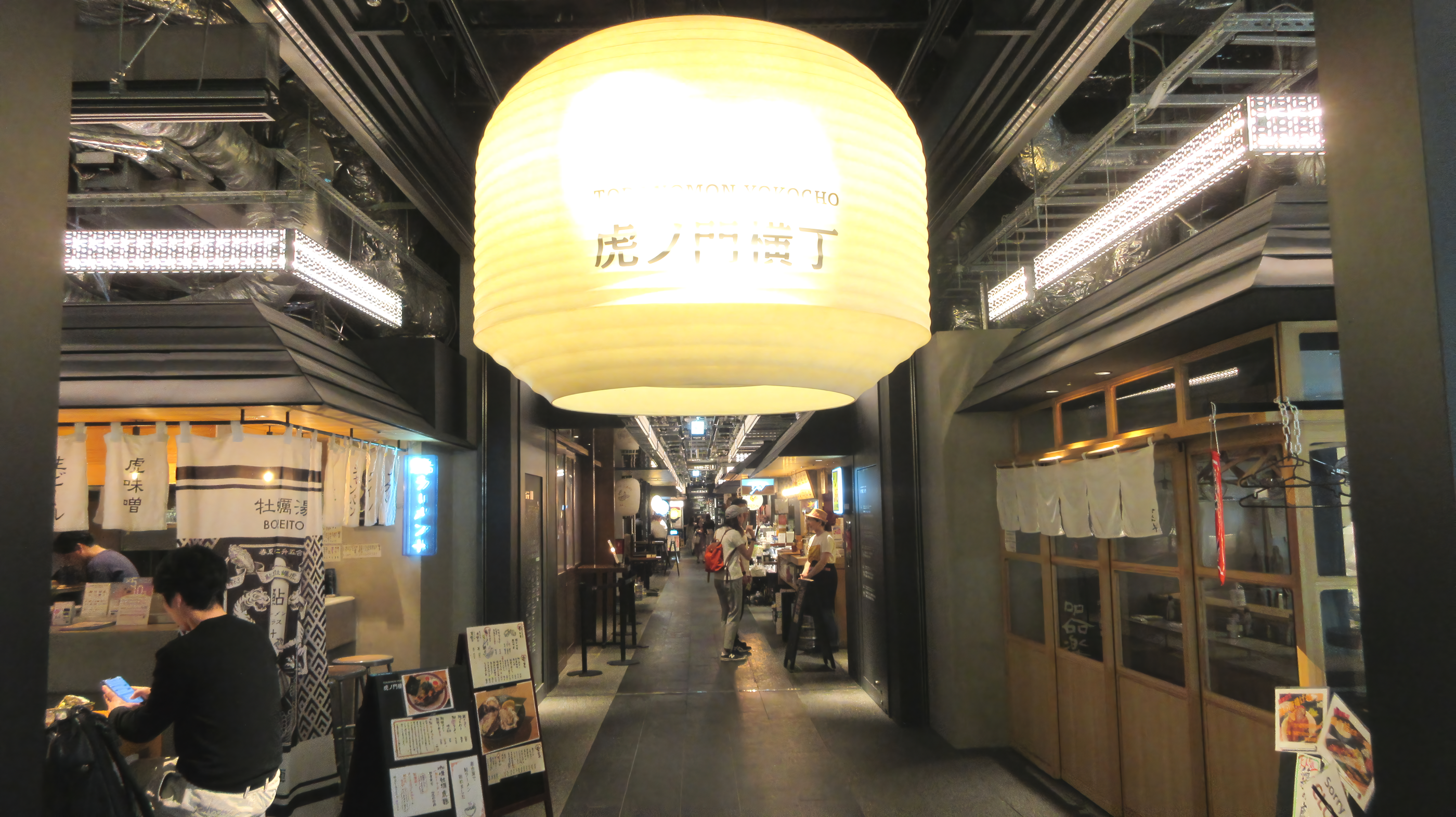
虎ノ門横丁 3F
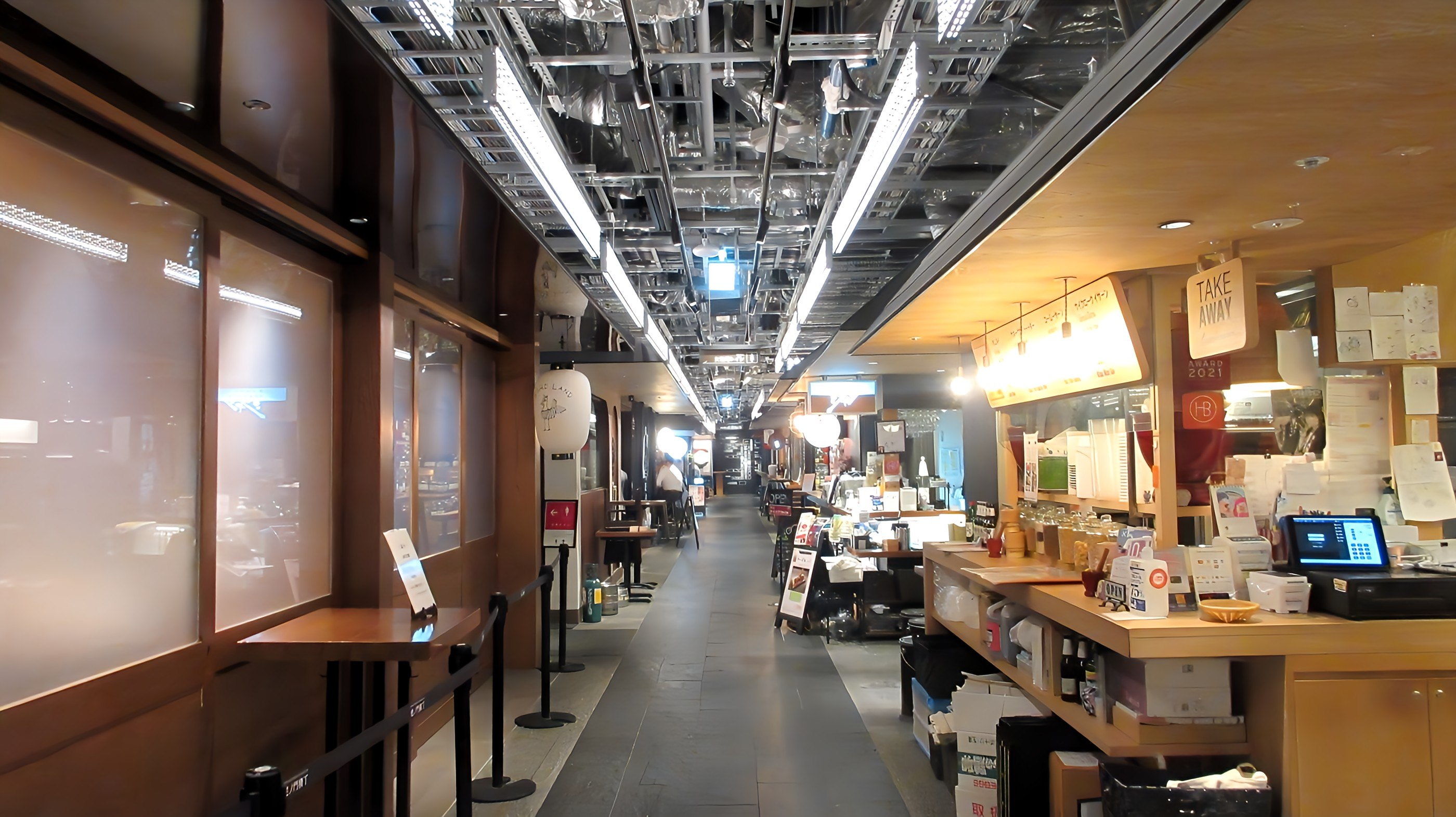
虎ノ門横丁 奥へ進む
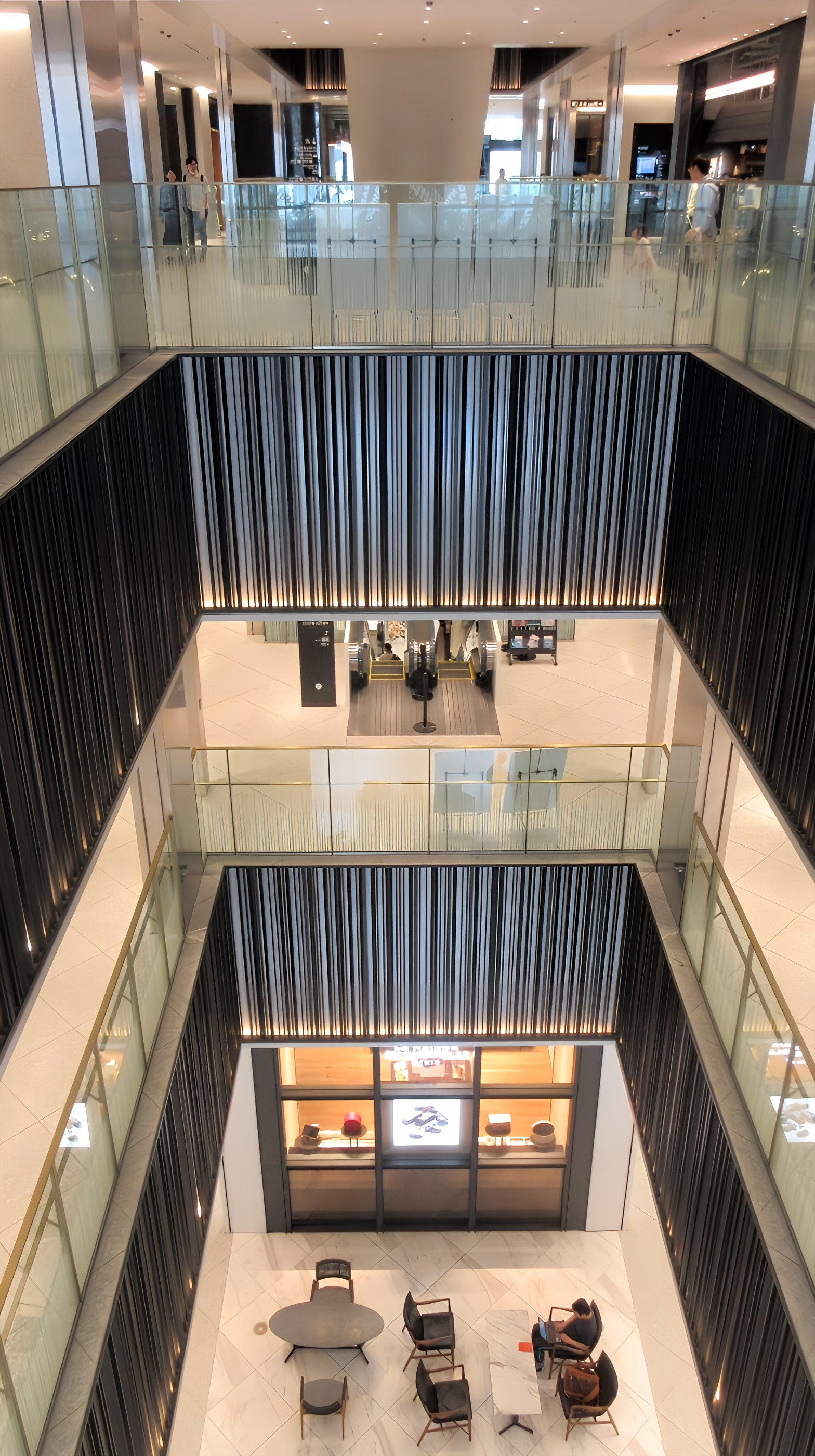
吹き抜けの空間

## 虎ノ門ヒルズレジデンシャルタワー
虎ノ門ヒルズレジデンシャルタワー（とらのもんヒルズレジデンシャルタワー）は、東京都港区愛宕一丁目に所在する森ビルのタワーマンションである。
森タワーの南側に位置する。54階建て、高さ215.25mで、住宅約550戸と低層部に商業施設が入る。2022年1月に開業した。

### レジデンシャルタワーと港区みどりの街づくり
愛宕神社と虎ノ門ヒルズ森タワーの間をつなげるように配置された、54階建の建築物の東側１～３階部分のテラス状の植栽帯が特徴。愛宕神社の緑地が当該建物の北に位置する虎ノ門ヒルズ森タワーとつながるように建物東側の北から南までしっかり緑の軸を形成している。樹種はシラカシやアラカシ等の自然植生を基本としたものに、庭木や公園木として親しまれている季節豊かな表情を見せるソメイヨシノやアジサイ等もとりいれ人々を楽しませている。4階～8階の東側庇上部も緑化され東側全体に緑が広がる様子がうかがえる。愛宕神社に接する南側は東と西をつなぐ裏動線のような空間ではあるが、起伏をうまくつかい魅力的な緑の露地が形成されている。

美しい緑のテラス

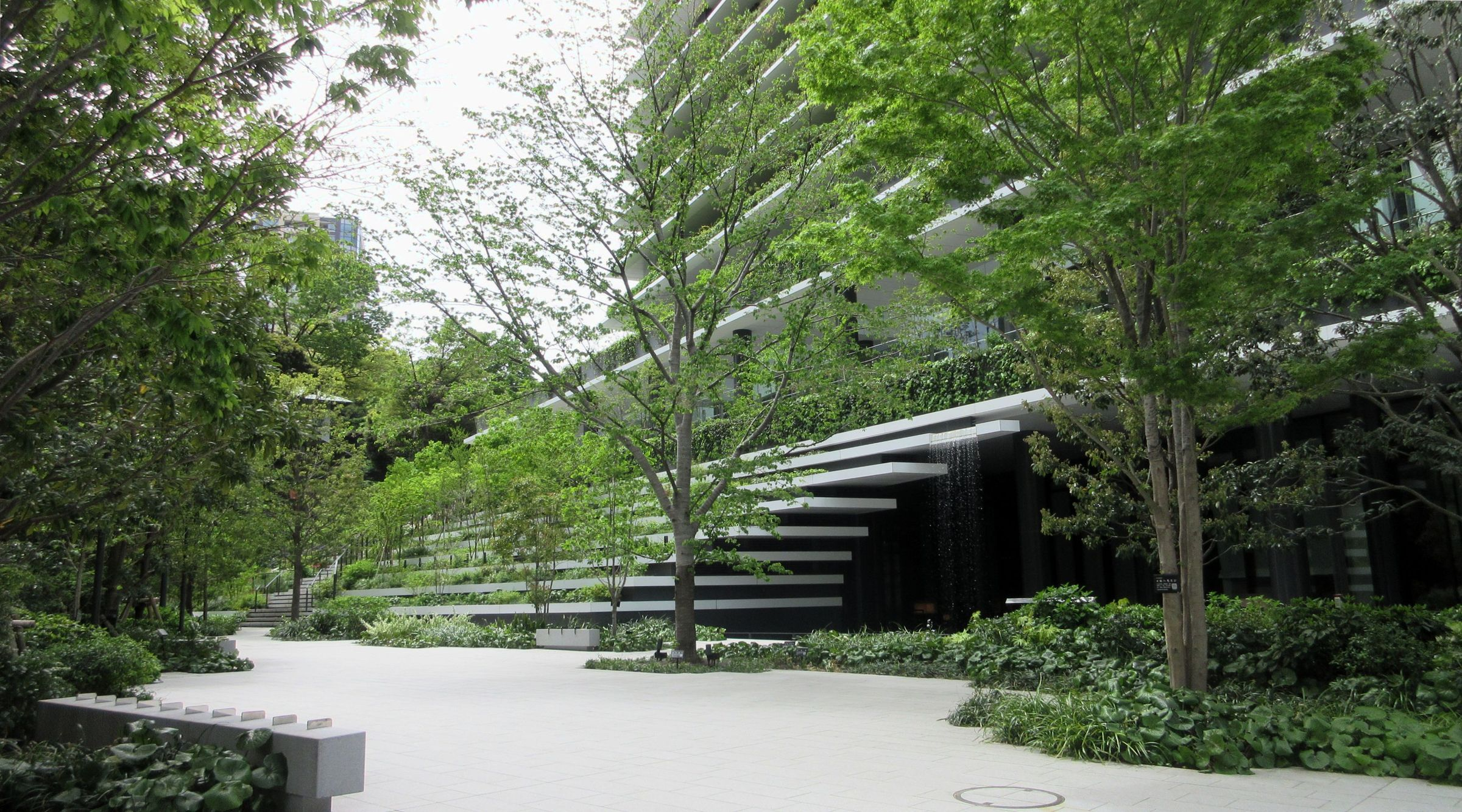
新緑のテラスと人工の滝
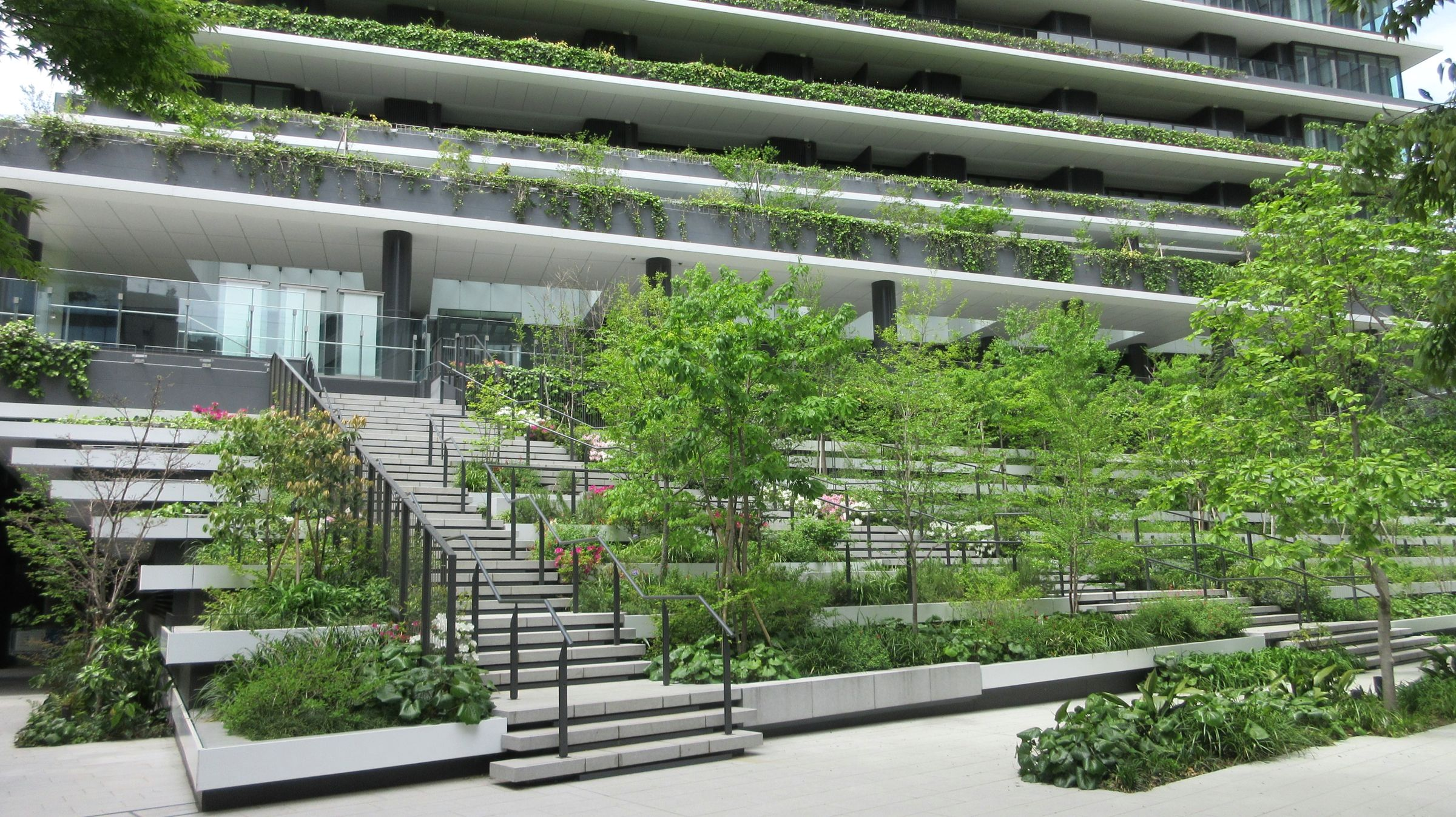
階段とテラス状の植栽帯
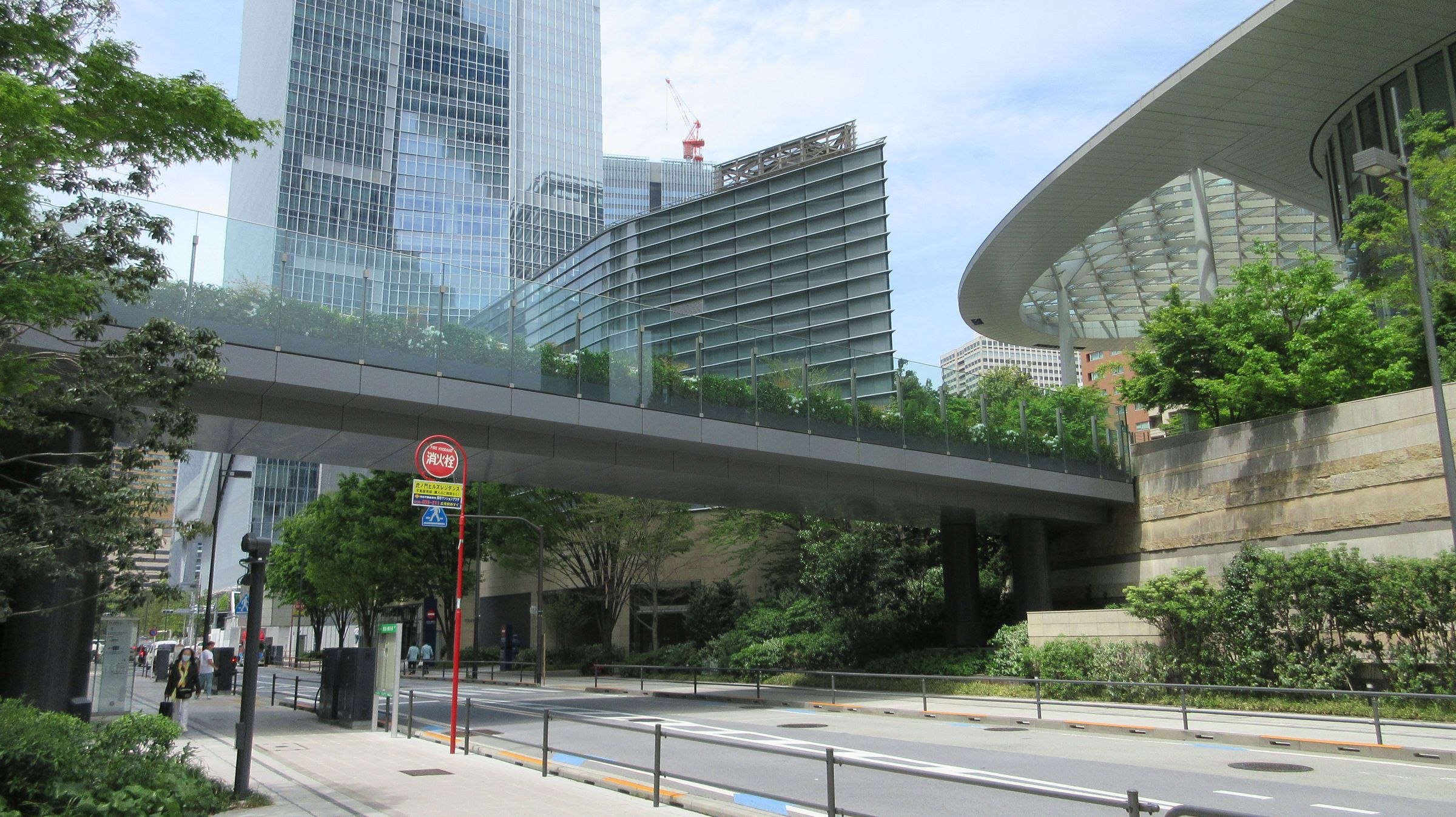
森タワーとの接続デッキ

## 虎ノ門ヒルズステーションタワー
虎ノ門ヒルズステーションタワー（とらのもんヒルズステーションタワー）は、東京都港区虎ノ門二丁目8番に所在する超高層ビルである。
森タワーの西側に位置する。地上49階建て、高さ約265mで、東京メトロ日比谷線「虎ノ門ヒルズ駅」と一体的に開発される。商業施設、ホテル、フォーラムなどで構成される。2024年現在、日本で4番目、東京で麻布台ヒルズ森JPタワーに次いで2番目に高い超高層ビルである。
当ビルの1階、11 - 14階には「アンバウンド コレクション by Hyatt」による客室数205室、標準客室約27 - 34m²のホテル「ホテル虎ノ門ヒルズ」が、9・10階、15 - 44階にはオフィスが、45 - 49階には複合施設「TOKYO NODE」が入る。また、桜田通り（国道1号線）上には、森タワーのオーバル広場へと接続する、幅員20mの大規模歩行者デッキ「T-デッキ」が整備される。2023年7月14日に竣工し、全体の開業は同年10月6日。

## ギャラリー

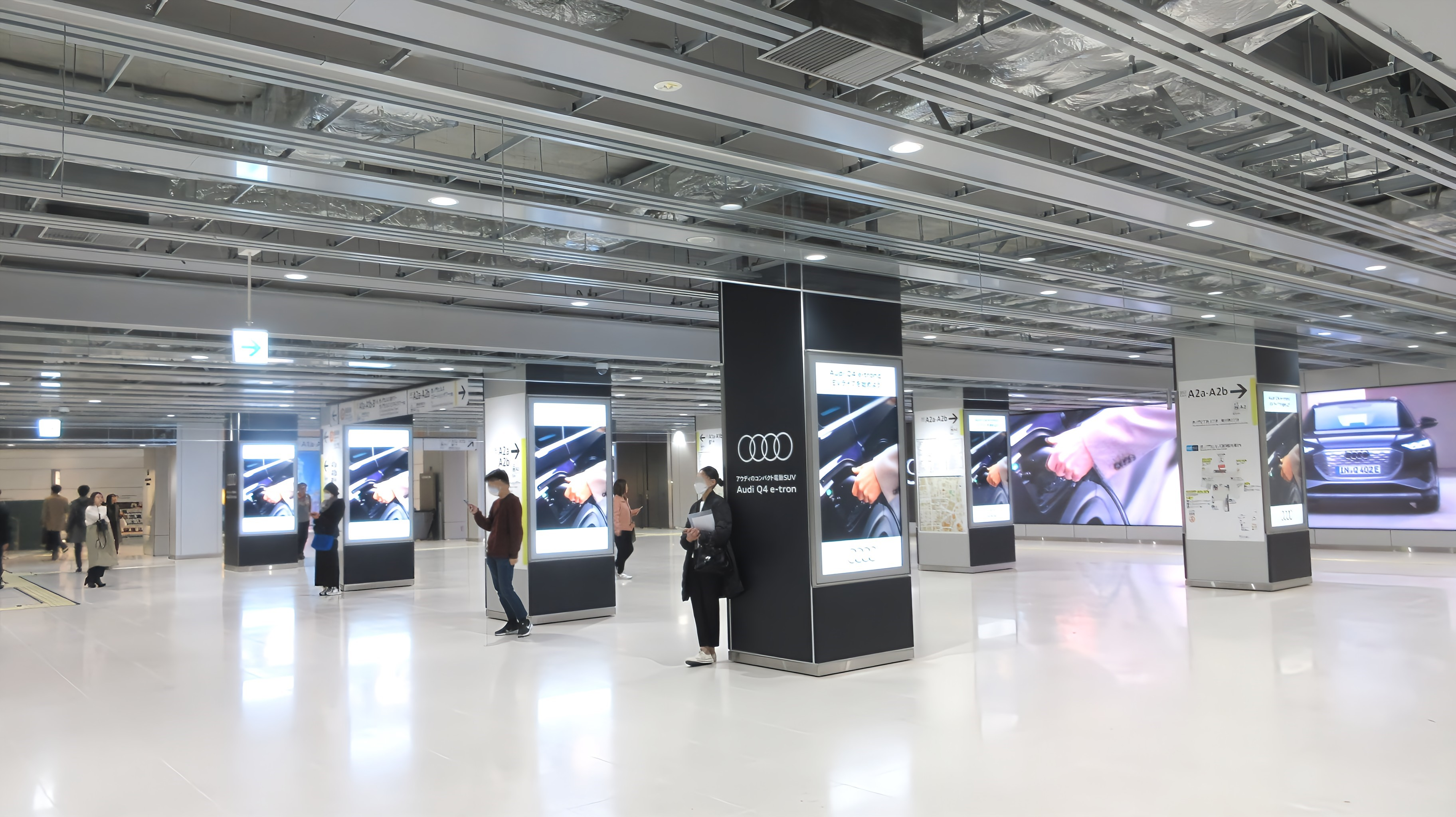
メトロ日比谷線虎ノ門ヒルズ駅へつながるコンコース
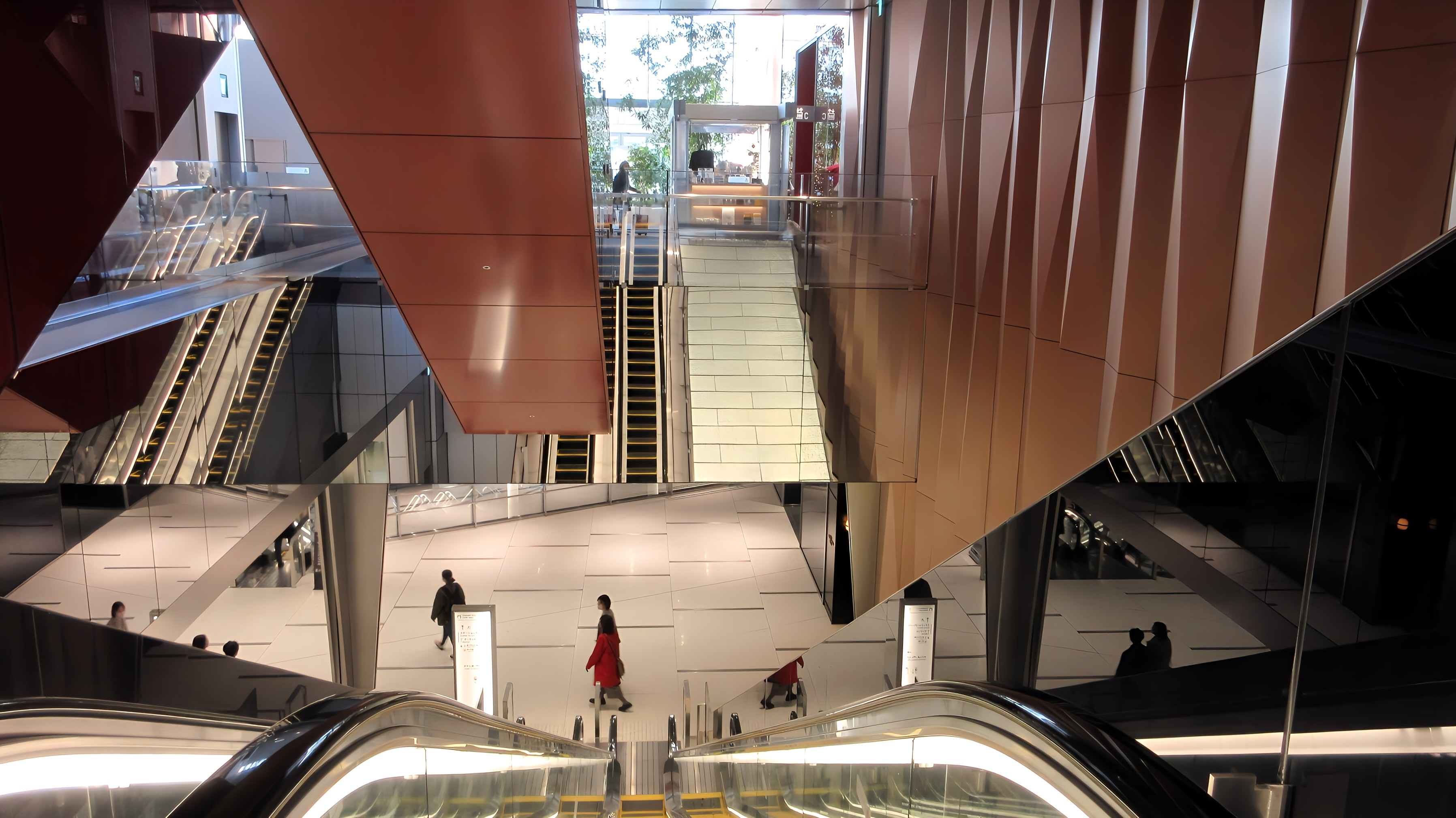
ステーションアトリウムへと下る
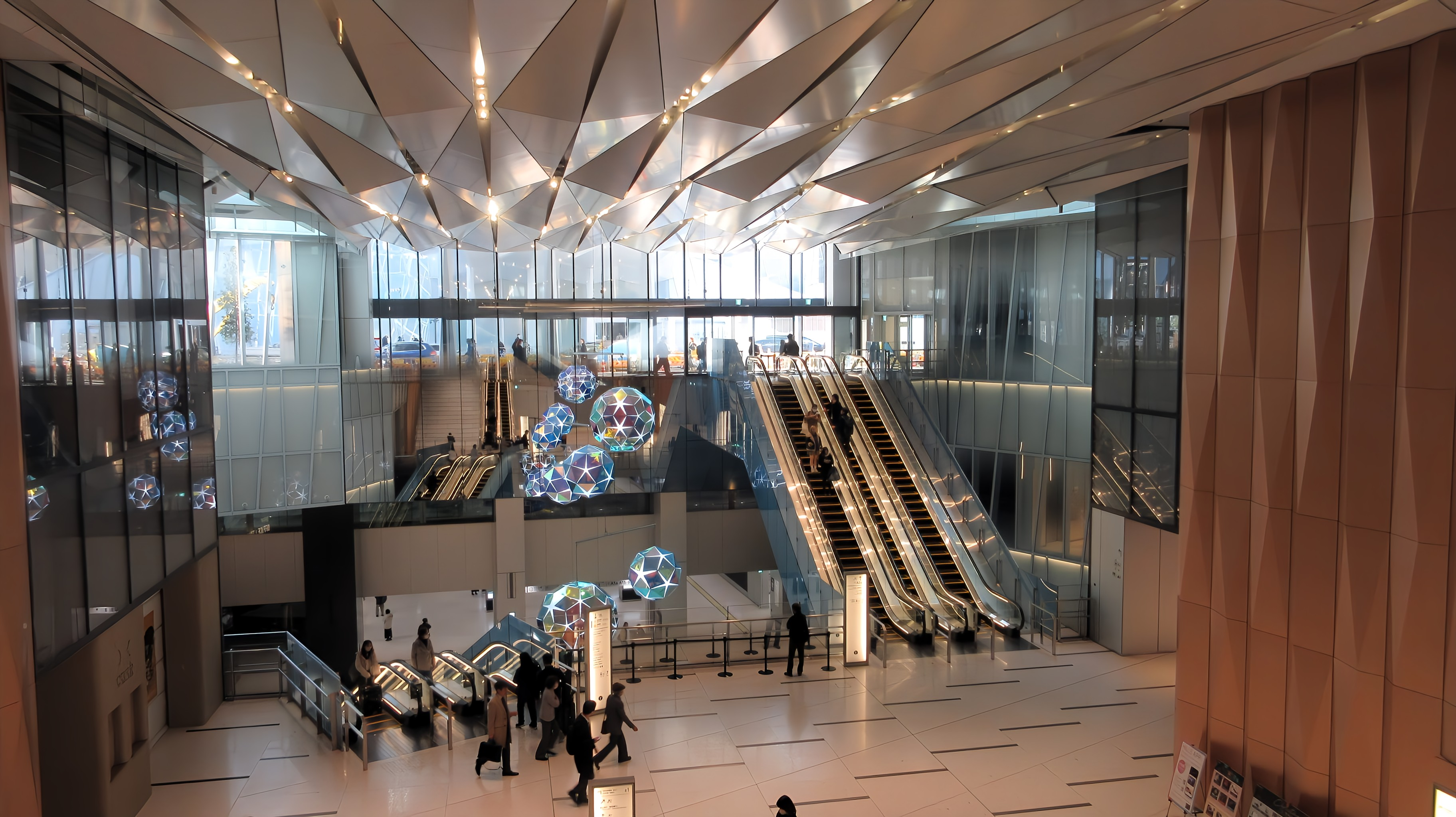
ステーションアトリウムへとつながる空間
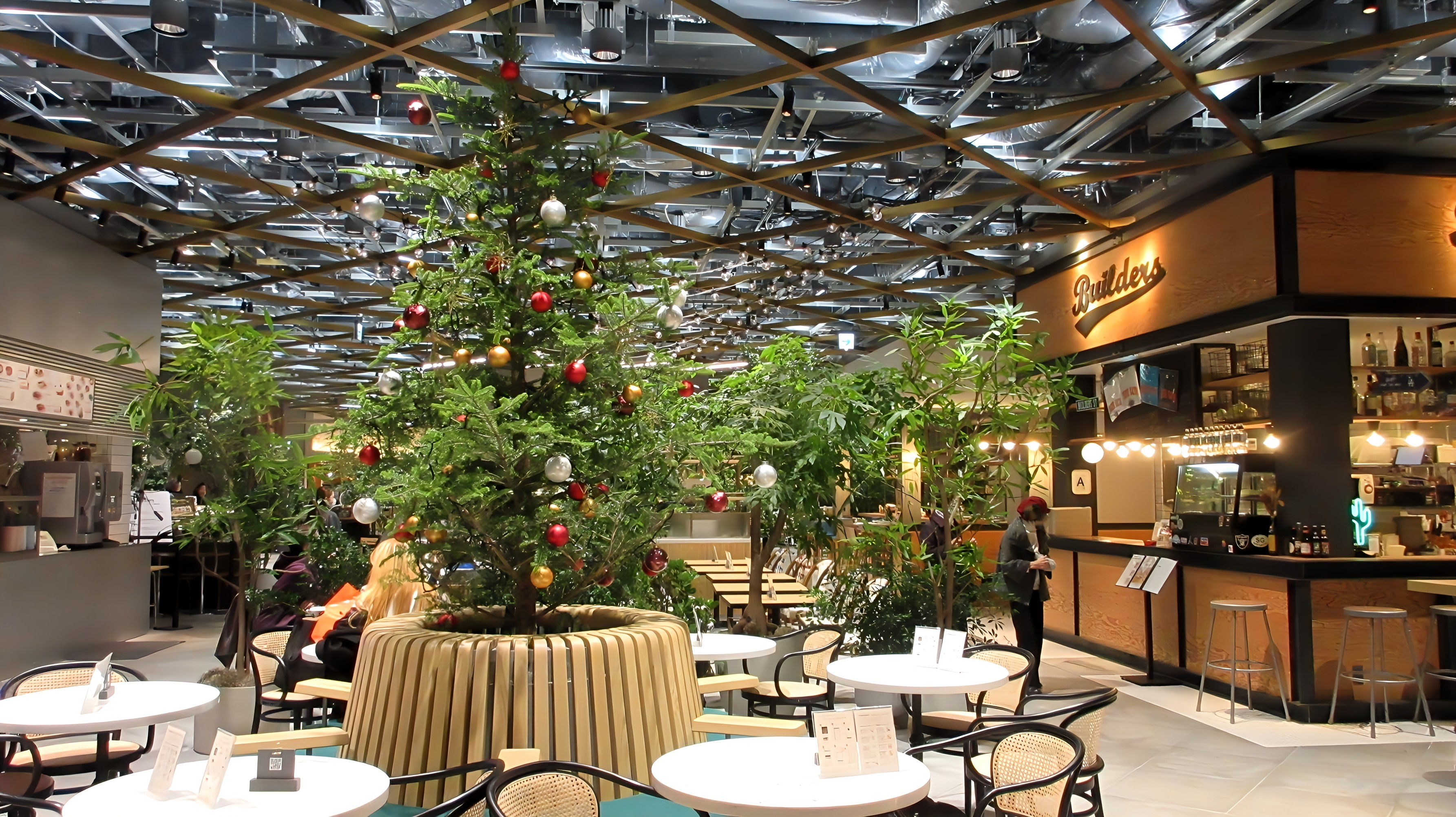
B2階の食のマーケット「T-MARKET」
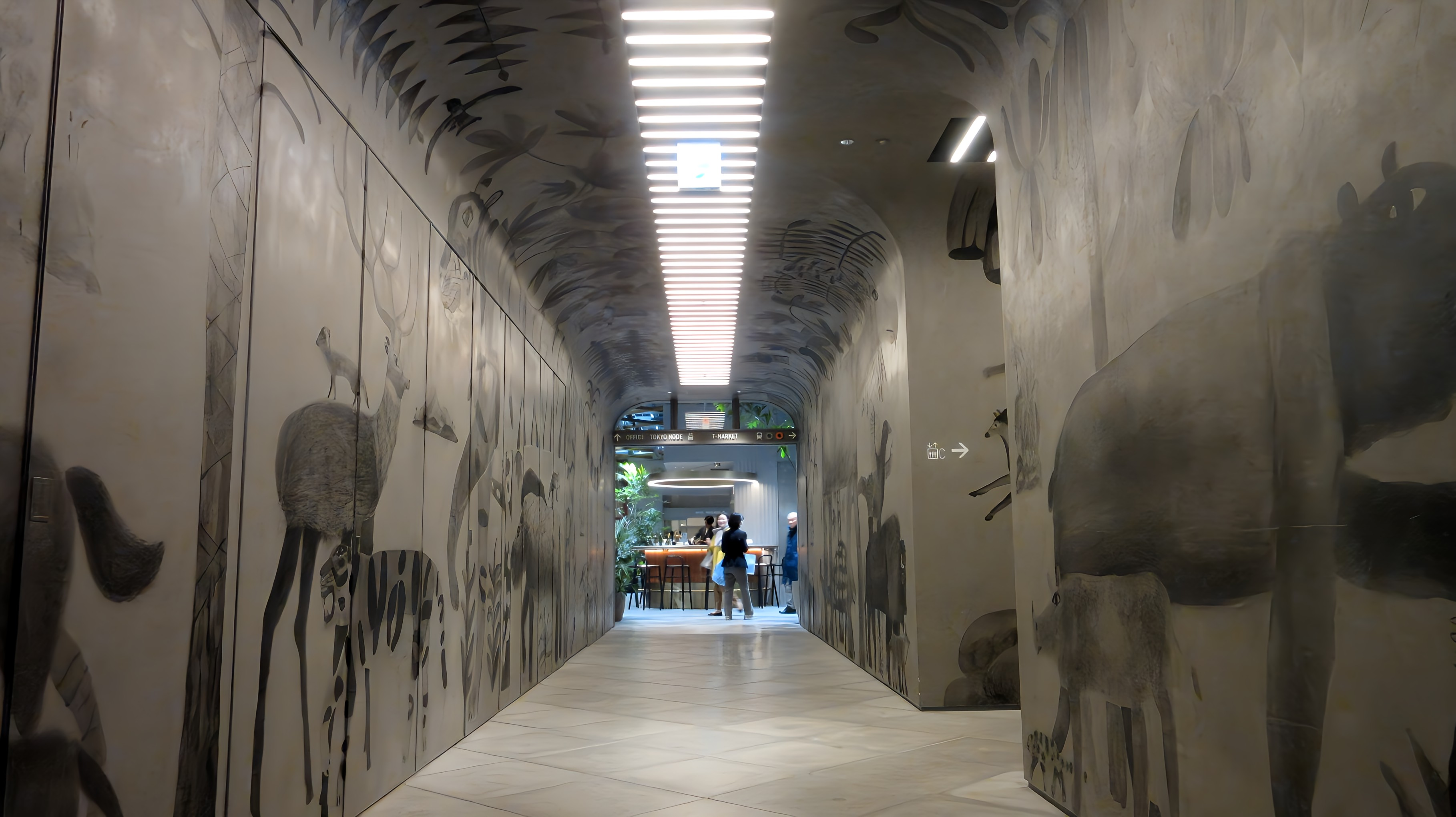
T-MARKETの通路

## 交通

### 虎ノ門ヒルズ駅
2014年（平成26年）10月14日に、当施設西側を通る東京メトロ日比谷線の霞ケ関駅 - 神谷町駅間に「虎ノ門新駅（仮称）」を新設する計画が、東京メトロと都市再生機構から正式に発表された。
2018年（平成30年）12月5日、新駅の名称を「虎ノ門ヒルズ駅」とすることが東京メトロより発表され、2020年（令和2年）6月6日に開業した。

### 虎ノ門ヒルズ バスターミナル
虎ノ門ヒルズビジネスタワーの1階には、約1,000平方メートルの規模を有するバスターミナルが併設されている。同バスターミナルは上述の日比谷線虎ノ門ヒルズ駅の他、銀座線虎ノ門駅とも地下通路で直結している。
東京BRTが2020年（令和2年）10月1日からのバス高速輸送システム（BRT）のプレ運行（一次）開始の段階より中央区の晴海方面に向かう路線の運行を開始しており、2020年（令和2年）12月16日から羽田空港と結ぶ空港リムジンバスも発着する。
- 東京BRT（ナンバリング：B11）
  - 晴海・豊洲ルート(BRT 3)：晴海BRTターミナル行・豊洲行・ミチノテラス豊洲（豊洲市場前）行
  - 幹線ルート(BRT 1)：国際展示場行（平日朝のみ、他の時間帯や土休日は新橋乗り換え）

- 京成バス
  - 羽田空港行（運休中）

### 近隣のバス停留所
- 東急バス
  - 東98系統（東京駅南口 - 清水・等々力操車所）の「西新橋二丁目」が最寄り。
- ちぃばす（港区コミュニティバス）
  - 芝ルート（新橋駅 - みなとパーク芝浦）の「虎ノ門一丁目」（ビジネスタワー側）または「愛宕一丁目」（森タワー側）が最寄り。

## マスコット
2014年（平成26年）6月4日、同ビルのマスコットとして、『ドラえもん』の藤子・F・不二雄プロと共同制作した「トラのもん」が発表された。100年後の22世紀のトーキョーからタイムマシンでやってきたネコ型ビジネスロボットという設定で、姿はドラえもんそっくりだが白黒のトラ縞（ビルディングをイメージ）、また猫耳がある。みんなと一緒にワクワクできる東京「Mirai Tokyo」をつくるために未来からやってきたという設定である。
入口に近い吹き抜けに立体模型が設置されて来館者を出迎える他、施設内のモニターで流れるイメージビデオやポスターにも登場する。また、ビジネスタワー及びステーションタワーのワゴンショップ、森タワー内の森美術館のショップを中心に公式グッズ（2014年7月より展開）が販売されている。
森タワーの開業から10年、ステーションタワーの開業から1年が経過し、トラのもんは数多くのイノベーションの種を見つけたことを理由に22世紀の未来へ帰ることになったという設定で、2024年12月末をもってトラのもんのキャラクター展開を終了、公式グッズ販売も翌2025年3月末をもって終了した。

## エリア放送
森ビルは地上一般放送事業者として六本木ヒルズに続きフルセグおよびワンセグ放送を実施している。
地上一般放送局2局を設置している。
| 免許人          | 局名                                         | 呼出符号     | 物理チャンネル | リモコンキーID | 周波数        | 空中線電力 | ERP   | 業務区域         |
| --------------- | -------------------------------------------- | ------------ | -------------- | -------------- | ------------- | ---------- | ----- | ---------------- |
| 森ビル 株式会社 | 森ビル虎ノ門ヒルズ館内エリア放送             | JOXZ3EG-AREA | 39ch           | 11             | 629.142857MHz | 50mW       | 8.7mW | 虎ノ門ヒルズ周辺 |
| 森ビル 株式会社 | 森ビル虎ノ門ヒルズウエストウォークエリア放送 | JOXZ3FC-AREA | 39ch           | 11             | 629.142857MHz | 130mW      | 6.5mW | 虎ノ門ヒルズ周辺 |